# Coupe Gambardella 1996-1997
Navigation
Édition précédente Édition suivante
La coupe Gambardella 1996-1997 est la 43e édition de l'épreuve organisée par la Fédération française de football et ses ligues régionales. La compétition est ouverte aux équipes de football de jeunes dans la catégorie des 18 ans. La compétition comprend une première phase régionale suivi d'une phase nationale comportant huit tours.
Le vainqueur de l'édition 1995-1996, le Montpellier HSC, est battu en finale par l'Olympique lyonnais.

## Trente-deuxièmes de finale
Les matchs se déroulent sur le terrain du club premier nommé.
| Équipe 1                 | Résultat | Équipe 2                  | T.a.b. |
| ------------------------ | -------- | ------------------------- | ------ |
| US Boulogne              | 1-8ap    | RC Lens                   |        |
| Tarbes PF                | 0-0      | Stade Bordelais           | 3-4    |
| Red Star 93              | 0-0      | USL Dunkerque             | 5-4    |
| Clermont Foot            | 1-5      | Chamois niortais          |        |
| Montdidier AC            | 0-2      | ES Wasquehal              |        |
| FC Bourges               | 0-1      | Paris SG                  |        |
| LOSC Lille Métropole     | 0-3      | Le Havre AC               |        |
| US Colomiers             | 2-0ap    | Trélissac FC              |        |
| FC Mulhouse              | 2-0      | CS Sedan Ardennes         |        |
| ES Cannet-Rocheville     | 2-1      | Olympique de Marseille    |        |
| Stade de Reims           | 1-2      | FC Sochaux                |        |
| AS Minguettes Vénissieux | 1-0      | Rodez AF                  |        |
| SC Schiltigheim          | 2-3ap    | Besançon RC               |        |
| Cavigal Nice Sports      | 1-0      | Olympique avignonnais     |        |
| EA Guingamp              | 1-2      | SM Caen                   |        |
| AS Monaco                | 2-3ap    | FC Martigues              |        |
| FC Rouen                 | 1-2      | FC Lorient                |        |
| AFL Mende                | 0-6ap    | OGC Nice                  |        |
| AC Boulogne-Billancourt  | 1-3      | Angers SCO                |        |
| EF Bastia                | 4-3ap    | FA Carcassonne            |        |
| SO Cholet                | 2-3      | Le Mans UC                |        |
| CS Avion                 | 1-1      | Olympique Saint-Quentin   | 4-5    |
| Plouzané ACF             | 2-0      | Intrépide Angers Football |        |
| RC Paris 10°             | 1-4      | FC Metz                   |        |
| FC Gueugnon              | 0-2      | AJ Auxerre                |        |
| INF Clairefontaine       | 0-1      | AS Nancy-Lorraine         |        |
| UGA Lyon Decines         | 1-1      | FCO Saint-Jean-la-Ruelle  | 4-3    |
| US Montagnarde           | 0-0      | Stade lavallois           | 4-5    |
| US Issoire               | 1-2      | ES TroyesAC               |        |
| Stade montois            | 0-4      | FC Nantes                 |        |
| AS Montferrand           | 1-3      | Olympique lyonnais        |        |
| Montpellier HSC          | 3-0      | Girondins de Bordeaux     |        |

## Seizièmes de finale
Les rencontres ont lieu sur le terrain du club premier nommé.
| Équipe 1                 | Résultat | Équipe 2           | T.a.b. |
| ------------------------ | -------- | ------------------ | ------ |
| Plouzané ACF             | 0-3      | Le Havre AC        |        |
| RC Lens                  | 0-5      | AJ Auxerre         |        |
| UGA Lyon Decines         | 2-2      | Red Star 93        | 2-3    |
| AS Minguettes Vénissieux | 0-2      | FC Metz            |        |
| Paris SG                 | 5-0ap    | Chamois niortais   |        |
| Cavigal Nice Sports      | 1-0      | EF Bastia          |        |
| Angers SCO               | 2-1      | FC Nantes          |        |
| ES Cannet-Rocheville     | 0-1      | OGC Nice           |        |
| FC Lorient               | 3-1      | Stade lavallois    |        |
| US Colomiers             | 0-0      | FC Sochaux         | 2-4    |
| ES Wasquehal             | 1-2      | Le Mans UC         |        |
| FC Mulhouse              | 2-0ap    | AS Nancy-Lorraine  |        |
| Olympique Saint-Quentin  | 0-5      | ES TroyesAC        |        |
| Besançon RC              | 0-10ap   | Olympique lyonnais |        |
| Stade Bordelais          | 0-0      | SM Caen            | 4-3    |
| Montpellier HSC          | 1-0      | FC Martigues       |        |

## Huitièmes de finale
Les huitièmes de finale ont lieu sur le terrain du club premier nommé.
| Équipe 1            | Résultat | Équipe 2           | T.a.b. |
| ------------------- | -------- | ------------------ | ------ |
| Stade Bordelais     | 0-1      | Red Star 93        |        |
| Cavigal Nice Sports | 1-2      | ES TroyesAC        |        |
| Paris SG            | 0-0      | AJ Auxerre         | 1-3    |
| FC Mulhouse         | 0-3ap    | Montpellier HSC    |        |
| Le Mans UC          | 1-2      | Le Havre AC        |        |
| FC Sochaux          | 2-3ap    | Olympique lyonnais |        |
| Angers SCO          | 0-0      | FC Lorient         | 2-3    |
| OGC Nice            | 2-1      | FC Metz            |        |

## Quarts de finale
Les quarts de finale ont lieu sur le terrain du club premier nommé.
| Équipe 1           | Résultat | Équipe 2        | T.a.b. |
| ------------------ | -------- | --------------- | ------ |
| ES TroyesAC        | 0-6      | Montpellier HSC |        |
| Le Havre AC        | 2-0      | Red Star 93     |        |
| Olympique lyonnais | 3-0ap    | OGC Nice        |        |
| AJ Auxerre         | 2-0ap    | FC Lorient      |        |

## Demi-finale
| Équipe 1           | Résultat | Équipe 2    | T.a.b. |
| ------------------ | -------- | ----------- | ------ |
| Montpellier HSC    | 2-1      | AJ Auxerre  |        |
| Olympique lyonnais | 5-1      | Le Havre AC |        |

## Finale
La finale a lieu au Parc des Princes le 10 mai 1997 en lever de rideau de la finale de la coupe de France OGC Nice-EA Guingamp. Elle est remportée cinq tirs au but à quatre par l'Olympique lyonnais devant le Montpellier HSC.
| Équipe 1        | Résultat | Équipe 2           | T.a.b. |
| --------------- | -------- | ------------------ | ------ |
| Montpellier HSC | 1-1      | Olympique lyonnais | 4-5    |

Il s'agit de la troisième victoire de l'Olympique lyonnais dans l'épreuve,.
Feuille de match
| 10 mai 1997 | Montpellier HSC         | 1-1 | Olympique lyonnais  | Parc des Princes     |                      |
| | Stéphane Delousteau 20e | (1-1) | François Suchet 28e | Arbitrage : M. Leroy | Arbitrage : M. Leroy |
| | Tirs au but 4-5         | |                     | Arbitrage : M. Leroy | Arbitrage : M. Leroy |
| Rémy Vercoutre- Kodjo Afiadegnigban, Ernest Mbella Penda ( 74e), Ahmed Madouni, Nicolas Puech - Grégory Carmona(Julien Olivo 83e ), Matthieu Gil(Oswaldo Lopes 83e ), Nicolas Mazoyer, Stéphane Delousteau - Toifilou Maoulida ( 44e), Julien Poueys. · Entraîneur : Fleury Di Nallo et Mama Ouattara. | Équipes                 | Cyrille Clavel(Sébastien Mercier 44e ) - Pascal Pedemonte, Grégory Tissot, Igor Malet, Jérémie Bréchet - François Suchet(Florent Balmont 86e ), Frédéric Ribeiro, Steed Malbranque, Armand Scaini ( 33e) - Olivier Bernard, Roland Vieira. · Entraîneur : Armand Garrido. |                     | Arbitrage : M. Leroy | Arbitrage : M. Leroy |